# دلتا گاوران
دلتا گاوران یک ستاره است که در صورت فلکی گاوران قرار دارد.